# 飛鳥高
飛鳥 高（あすか たかし、1921年2月12日 -2021年2月5日）は、日本の小説家、推理作家。

## 人物
本名は烏田専右（からすだ せんすけ）。
山口県出身。旧制山口高等学校、東京帝国大学工学部卒業。
ポリテクニックコンサルタンツ社長、清水建設常務取締役などを歴任。コンクリート工学の論文も執筆している。

## 資格等
工学博士（東京大学、1968年）、一級建築士。

## 経歴
- 1946年 「犯罪の場」が探偵小説雑誌『宝石』（岩谷書店）の第1回懸賞募集に入選。
- 1957年 『背徳の街』（後に『疑惑の夜』と改題）が第3回江戸川乱歩賞の最終候補作となる。
- 1959年 『疑惑の夜』が、東映により監督:小林恒夫、主演:高倉健で映画化される（映画のタイトルは『疑惑の夜』）。
- 1961年 『死を運ぶトラック』が、東宝により監督:福田純、主演:佐藤允で映画化される（映画のタイトルは『情無用の罠』）。
- 1962年 『細い赤い糸』で第15回日本探偵作家クラブ賞を受賞。

## 著作

### 長編
- 『疑惑の夜』（1958年 講談社 / 2016年 論創社）
- 『死を運ぶトラック』（1959年 和同出版社 / 2016年 論創社）
- 『甦える疑惑』（1959年 大和出版）
  - 改題『灰色の川』（1961年 雄山閣）
- 『死にぞこない』（1960年 光風社 / 1961年 東都書房）
- 『崖下の道』（1961年 東都書房）
- 『細い赤い糸』（1961年 光風社 / 1963年 光風社 / 1977年12月 講談社文庫 / 1995年5月 双葉文庫 / 2020年 論創社）
- 『虚ろな車』（1962年 東都書房）
- 『顔の中の落日』（1963年 東都書房）
- 『死刑台へどうぞ』（1963年 ポケット文春 / 2017年 論創社）
- 『ガラスの檻』（1964年4月 学研 / 2020年 論創社）
- 『青いリボンの誘惑』（1990年6月 新芸術社 / 2018年 創社）

### 短編集
- 『犯罪の場』（1959年 光書房）
- 『黒い眠り』（1960年 小説刊行社）
- 『飛鳥高名作選 犯罪の場―本格ミステリコレクション〈1〉』（2001年9月 河出文庫）
  - 収録作品：逃げる者 / 二粒の真珠 / 犠牲者 / 金魚の裏切り / 犯罪の場 / 暗い坂 / 安らかな眠り / こわい眠り / 疲れた眠り / 満足せる社長 / 古傷 / 悪魔だけしか知らぬこと / みずうみ / 七十二時間前 / 加多英二の死 / ある墜落死 / 細すぎた脚 / 月を掴む手
- 『飛鳥高探偵小説選Ⅰ』（2016年 論創社）長編『疑惑の夜』と短編8作
- 『飛鳥高探偵小説選Ⅱ』（2016年 論創社）長編『死を運ぶトラック』と短編10作
- 『飛鳥高探偵小説選Ⅲ』（2017年 論創社）長編『死刑台へどうぞ』と短編10作
- 『飛鳥高探偵小説選Ⅳ』（2018年 論創社）長編『青いリボンの誘惑』と短編9作
- 『飛鳥高探偵小説選Ⅴ』（2020年 論創社）長編『ガラスの檻』と短編15作
- 『飛鳥高探偵小説選Ⅵ』（2022年 論創社）未収録短編10作・エッセイ八篇ほか長女・吉本光歩の回想「父　飛鳥高」

### アンソロジー
「」内が飛鳥高の作品
- 現代の推理小説〈第2巻〉本格派の系譜（1970年 立風書房）「金魚の裏切り」
- 現代推理小説大系〈8〉短編名作集（1973年 講談社）「犯罪の場」
- 宝石推理小説傑作選〈1〉（1974年 いんなあとりっぷ社）「犯罪の場」
- 13の密室―推理ベスト・コレクション（1975年 講談社 / 1979年10月 講談社文庫）「犯罪の場」
- えっ、あの人が殺人者―日本代表ミステリー選集〈11〉（1976年3月 角川文庫）「犯罪の場」
- 鮎川哲也の密室探求（1977年10月 講談社）「二粒の真珠」
  - 【改題】密室探求 第一集（1983年8月 講談社文庫）
- ショート・ミステリー傑作選（1978年2月 講談社）「埋める」
- 「宝石」傑作選集〈5 ハードボイルド・SF編〉天球を翔ける（1979年8月 角川文庫）「加多英二の死」
- ホシは誰だ?―犯人あて推理アンソロジー（1980年5月 文藝春秋 / 1984年3月 文春文庫）「分け前」
- 殺人設計図―幻の本格推理小説集（1980年10月 双葉新書）「孤独」
- 幻のテン・カウント―本格推理名作リバイバル（1986年11月 講談社文庫）「犠牲者」
- 殺しのルート13―ミステリー傑作選〈特別編2〉（1990年7月 講談社文庫）「大人の城」
- 密室遊戯―ミステリーの愉しみ〈2〉（1992年2月 立風書房）「犯罪の場」
- 密室の奇術師（1995年8月 青樹社文庫）「暗い坂」
- 探偵くらぶ〈中）本格編―探偵小説傑作選1946-1958（1997年10月 カッパ・ノベルス）「犯罪の場」
- 「宝石」傑作選―甦る推理雑誌〈10〉（2004年1月 光文社文庫）「孤独」
- 江戸川乱歩と13の宝石（2007年5月 光文社文庫）「鼠はにっこりこ」
- 江戸川乱歩の推理教室（2008年9月 光文社文庫）「飯場の殺人」
- 江戸川乱歩の推理試験（2009年1月 光文社文庫）「車中の人」
- THE 密室（2014年8月 有楽出版社）「犯罪の場」
- 甦る名探偵―探偵小説アンソロジー（2014年10月 光文社文庫）「犠牲者」

### 小説以外の著作
- ポンプクリート（1970年 技術書院） - 烏田 専右名義

## 映像化作品

### 映画
- 疑惑の夜（1959年6月30日公開、監督：小林恒夫、主演：高倉健）
- 情無用の罠（1961年2月1日公開、監督：福田純、主演：佐藤允）

### テレビドラマ
NHK
- 灰色のシリーズ
  - 古傷（1961年3月8日、主演：丹波哲郎）

TBS系
- 日立ファミリーステージ
  - 目の中の茶色の空（1962年4月24日、主演：蜷川幸雄）

- 土曜ドラマスペシャル
  - 細い赤い糸（1989年9月2日、主演：かたせ梨乃）

テレビ朝日系
- ミステリーベスト21
  - 細い赤い糸（1962年9月21日、主演：堀雄二）

テレビ東京・BSジャパン
- 女と愛とミステリー
  - 多摩南署たたき上げ刑事・近松丙吉
    - 細い赤い糸（2004年10月10日、主演：伊東四朗）